# Stanjevci
Stanjevci (madžarsko Kerkaszabadhegy, nemško Perchtenstein) so naselje v Občini Gornji Petrovci.